# Marek Hollý
Marek Hollý (Martin, 20 agosto 1973) è un ex calciatore slovacco, di ruolo centrocampista.

## Carriera

### Nazionale
Ha giocato la sua unica partita per la Nazionale slovacca nel 2001.